# Cá mập Borneo
Cá mập Borneo (danh pháp hai phần: Carcharhinus borneensis) là một loài cá mập trong họ Carcharhinidae. Là loài rất hiếm, nó là hiện nay chỉ được biết đến từ vùng biển ven bờ xung quanh Mukah ở Tây Bắc Borneo, mặc dù nó có thể đã từng phân bố rộng rãi hơn. Đây là loài cá mập xám nhỏ, đạt chiều dài 65 cm (26 in), loài này là thành viên duy nhất của chi với một hàng của các lỗ chân lông mở rộng trên các góc của miệng của nó. Nó có một cơ thể mảnh mai với một cái mõm dài nhọn, và vây lưng thấp thứ hai được đặt phía gốc vây hậu môn.
Người ta không biết gì về về lịch sử tự nhiên của cá mập Borneo. Loài này đẻ con, con cái mang thai một lứa sáu con, con non được cấp dinh dưỡng từ mẹ thông qua kết nối nhau thai. Liên minh Quốc tế Bảo tồn Thiên nhiên cuối cùng đánh giá đây là loài nguy cấp, thời gian đó nó đã không được nhìn thấy kể từ năm 1937. Trong khi dân số còn tồn tại kể từ khi được tìm thấy, cá mập Borneo tiếp tục xứng đáng với mối quan tâm bảo tồn phạm vi của nó rất hạn chế trong phạm vi vùng nước bị đánh bắt rất nhiều.